# Bella Vista (Arkansas)
Bella Vista est une ville américaine située dans le comté de Benton, dans l’État de l'Arkansas. En 2010, sa population était de 26 461 habitants.

## Démographie
| 1980  | 1990  | 2000   | 2010   | - | - |
| ----- | ----- | ------ | ------ | - | - |
| 2 589 | 9 083 | 16 582 | 26 461 | - | - |